# Vuškovićev plan
Vuškovićev plan je bila osnova gospodarske politike stranke Narodnog jedinstva (Unidad Popular) vlade čileanskog predsjednika Salvadora Allendea. Izglasovan je i ime je dobio prema njenom prvom ministru gospodarstva Pedru Vuskovicu, koji je prije radio s CEPALom. 1970. su godine postignuti dobri rezultati, no hiperinflacija se je vratila 1972. godine a 1973. Čile je bio u problemima: inflacija je bila u stotinama postotaka, nisu imali deviznih pričuva i BDP je padao.

## Pozadina
Cilj koji je Allendeova vlada Narodnog jedinstva svugdje spominjala bio je dosezanje prijelaza u socijalizam demokratskim putem. Za to postići služili bi se kombiniranim političkim i gospodarskim programom koji je bio usmjeren na to da država preuzme kontrolu iz ruku vlasnika gospodarskih subjekata. Tada bi bilo lakše riješiti se različitih ustanova koje su u svezi sa zapadnim kapitalizmom. Ključna osoba u gospodarskoj politici Allendeove vlade Narodnog jedinstva bio je prvi ministar gospodarstva Pedro Vuskovic, Čileanski Hrvat. Sukladno keynesijanističkim postavkama, želio je primijeniti masovnu redistribuciju prihoda podizanjem plaća i povećanjem javnih izdataka, čime bi se povećala kupovna moć stanovništva i sama ukupna potrošnja. Ove bi mjere aktivirale umrtvljene kapacitete čileanskih proizvodnih kapaciteta (koji je bio relativno velik) i stvorilo klimu napretka. Da se je ova strategija isplatila, za učinak bi bila imala to da bi se vladin položaj bio ojačao čime bi joj bilo dopustilo znatno ubrzati sprovođenje njenog revolucionarnog programa.

## Vanjske poveznice
- (špa.) Političke osnove gospodarskog plana